# Carlo Vincenzo Maria Ferreri Thaon
Carlo Vincenzo Maria Ferreri Thaon (Nice, 11 de abril de 1682 - Vercelli, 9 de dezembro de 1742) foi um cardeal italiano do século XVIII.

## Biografia
Nasceu em Nice, Ducado de Saboia, em 11 de abril de 1682. Terceiro dos quatro filhos de Bartolomeo Ferreri, conselheiro e referendário do Estado de Sua Alteza Real, e Caterina Thaon. Os outros filhos eram Giulio Cesare, Anna Francesca e Pietro Onorato. No batismo, recebeu os nomes de Carlo Vincenzo Maria. Seu primeiro nome também está listado como Carolus Vincentius como Carlo Vincenzo Marias; e seu sobrenome como Ferrerius.
Entrou na Ordem dos Pregadores e foi ordenado sacerdote em 15 de março de 1705. Magister em teologia, 21 de maio de 1723. Após ter ensinado em várias casas de estudo dominicanas, tornou-se professor de teologia na Universidade de Turim.
Eleito bispo de Alessandria della Paglia, em 30 de julho de 1727. Consagrado em 4 de agosto de 1727, em Roma, pelo Papa Bento XIII, auxiliado por Giacinto Gaetano Chiurlia, bispo de Giovinazzo, e por Gaspare Pizzolanti, bispo de Cervia. Assistente do Trono Pontifício, 15 de agosto de 1727. Foi um dos negociadores da concordata entre a Santa Sé e o rei Vitor Amadeu II da Sardenha em 1729. Foi promovido a cardinalato por recomendação do rei da Sardenha.
Criado cardeal-presbítero no consistório de 6 de julho de 1729; com a bula apostólica de 16 de julho de 1729, o papa lhe enviou o barrete vermelho; recebeu o gorro vermelho e o título de S. Maria in Via, em 23 de dezembro de 1729. Nomeada para a sé de Vercelli pelo rei da Sardenha, em 12 de julho de 1729 e transferido em 23 de dezembro de 1729. Participou o conclave de 1730, que elegeu o Papa Clemente XII. Ele foi nomeado abade commendatario de uma rica abadia, mas por causa do conflito entre o Papa Clemente XII e o rei da Sardenha, ele nunca conseguiu tomar posse da mesma. Participou do conclave de 1740, que elegeu o Papa Bento XIV.
Morreu em Vercelli em 9 de dezembro de 1742. Exposto e enterrado na catedral de Vercelli.